# 石王妃
石王妃（?—?），是后凉开国天王懿武帝吕光的王妃。
吕光本是前秦大将，前秦建元十九年（383年），前秦皇帝苻坚派遣吕光征服西域，吕光的妻子石氏没有陪同吕光一起西征，她和儿子吕绍（有可能就是石氏所生）留在了前秦都城长安。建元二十一年（385年），长安被西燕攻陷，石氏母子逃到了仇池。吕光占据凉州建立后凉后，后凉麟嘉元年（389年）二月，石氏母子从仇池至后凉都城姑臧（今甘肃武威）。当时称三河王的吕光，立石氏为王妃，吕绍为嗣子。此后没有石王妃的记载，麟嘉八年（396年），吕光称天王，立吕绍为太子，史书没有记载他立王后，可能石王妃已经不在人世。